# Janusz Gołębiowski
Janusz Wojciech Gołębiowski (ur. 25 września 1928 w Kielcach, zm. 14 maja 2024 w Warszawie) – polski historyk, ekonomista, badacz zagadnień globalizacji, działacz komunistyczny, nauczyciel akademicki, profesor nauk politycznych.

## Życiorys
W latach 1947–1950 studiował w Wyższej Szkole Handlu Morskiego w Sopocie, gdzie następnie pracował jako wykładowca i kierownik Katedry w Zakładzie Marksizmu-Leninizmu. W 1952 ukończył studia w Szkole Głównej Planowania i Statystyki. Od 1953 do 1957 studiował w Instytucie Nauk Społecznych przy KC PZPR.
W 1960 r. obronił pracę doktorską na Wydziale Historyczno-Socjologicznym Wyższej Szkoły Nauk Społecznych przy KC PZPR w Warszawie. Od 1964 r. pracował na tej uczelni jako kolejno: adiunkt, docent, profesor nadzwyczajny. W latach 1964–1965 odbył stypendium naukowe na Uniwersytecie Oksfordzkim. Był również zastępcą dyrektora działającej od 1968 do 1971 Centralnej Szkoły Partyjnej przy KC PZPR. W 1971 został także profesorem nadzwyczajnym Uniwersytetu Warszawskiego. W 1974 otrzymał tytuł naukowy profesora nauk politycznych. W latach 1974–1981 zasiadał w Senacie Uniwersytetu ONZ w Tokio. Był inspiratorem i brał udział na wniosek władz Związku Socjalistycznych Republik Radzieckich w usunięciu prof. Antoniego Czubińskiego z funkcji dyrektora Instytutu Historii Ruchu Robotniczego i prorektora Wyższej Szkoły Nauk Społecznych przy KC PZPR w Warszawie. Zajął następnie jego miejsce, pełniąc od 1974 do 1981 funkcje dyrektora Instytutu, a także prorektora WSNS.
W 1981 r. został koordynatorem badań w dziedzinie nauk społecznych Uniwersytetu Warszawskiego. Ponadto kierował Instytutem Gospodarki Światowej Szkoły Głównej Handlowej w Warszawie. Po 1989 r. został profesorem Wyższej Szkoły Cła i Logistyki w Warszawie. Współpracuje obecnie z Instytutem Gospodarki Światowej, Kolegium Gospodarki Światowej SGH, którego był wieloletnim przełożonym. Wykładał też na Uczelni Techniczno-Handlowej im. Heleny Chodkowskiej, Olympus Szkole Wyższej im. Romualda Kudlińskiego z siedzibą w Warszawie i Wyższej Szkole Biznesu w Dąbrowie Górniczej.
Od 1947 r. należał do Polskiej Partii Robotniczej, a następnie do Polskiej Zjednoczonej Partii Robotniczej. W 1949 został członkiem Komitetu Uczelnianego PZPR w Wyższej Szkole Handlu Morskiego w Sopocie, a następnie członkiem Komitetu Miejskiego w Sopocie i Komitetu Wojewódzkiego w Gdańsku. Od 1957 do 1963 był starszym instruktorem Wydziału Propagandy KC PZPR. Od 1964 do 1968 pełnił funkcję I sekretarza Komitetu Uczelnianego partii w WSNS.
Zmarł 14 maja 2024 r. Został pochowany na Cmentarzu Wilanowskim.

## Wybrane publikacje
- Walka PPR o nacjonalizację przemysłu, Warszawa 1961.
- Z najnowszych dziejów Polski 1939–1947, pod red. Janusza Gołębiowskiego i Władysława Góry, Warszawa 1961.
- Nacjonalizacja przemysłu w Polsce, Warszawa 1965.
- Pierwsze lata władzy ludowej w województwie śląsko-dąbrowskim 1945–1946, Katowice 1965.
- Z dziejów Polski Ludowej: zbiór artykułów, pod red. Władysława Góry i Janusza Gołębiowskiego, Warszawa 1966.
- Problemy wojny i okupacji 1939–1944: zbiór artykułów, red. Władysław Góra, Janusz Gołębiowski, Warszawa 1969.
- Ideologia i polityka współczesnej socjaldemokracji, Warszawa 1974.
- Pierwsze lata 1945–1947, Katowice 1974.
- Współczesna socjaldemokracja: wybrane problemy ideologii i praktyki politycznej, oprac. zbiorowe pod red. Janusza W. Gołębiowskiego, Jerzego Muszyńskiego, Warszawa 1975.
- Międzynarodowy ruch robotniczy, t. 1–2, wyd. 1976 (jako redaktor).
- Polska–ZSRR: internacjonalistyczna współpraca, historia i współczesność, T. 1, kolegium red. Janusz W. Gołębiowski, Warszawa 1977.
- Polska ZSRR: internacjonalistyczna współpraca, historia i współczesność, T. 2, kolegium red. Janusz W. Gołębiowski, Warszawa 1978.
- PZPR (1948–1978), praca zbiorowa pod red. Adolfa Dobieszewskiego, Janusza W. Gołębiowskiego, Warszawa 1978.
- Ruch robotniczy w Polsce Ludowej, red. Janusz W. Gołębiowski, Władysław Góra, Warszawa 1980.

Był encyklopedystą. Został wymieniony w gronie edytorów 32-tomowej Encyklopedii. Świat w przekroju wydanej w latach 1959–1991 .

## Odznaczenia i nagrody
- Złoty Krzyż Zasługi[2]
- Nagroda "Trybuny Ludu" (zespołowa) dla autorów książki Ruch robotniczy w Polsce Ludowej (1975)[8]
- Nagroda "Trybuny Ludu" (zespołowa) dla autorów i redaktorów książki Międzynarodowy ruch robotniczy (1976)[9]
- Nagroda indywidualna Trybuny Ludu za popularyzację marksizmu-leninizmu i polityki PZPR (1978)[10]